# 1266 هـ
1266 هـ هي سنة في التقويم الهجري امتدت مقابلةً في التقويم الميلادي بين سنتي 1849 و1850.

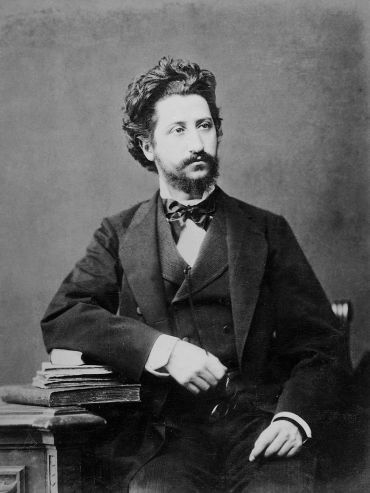
جولد تسيهر

## أحداث
- الأمام فيصل بن تركي ينشأ أكير قصر في الرياض باسم والده.
- الأمام فيصل بن تركي يوصى أخوانه أن يندفن قرب والده.
- الأمير محمد بن فيصل بن تركي يتسلم قصر من والده وهو قصر الأمام سعود بن عبد العزيز بن محمد
- الأمام فيصل بن تركي يرسل رسالة ل طلال بن عبد الله بن علي الرشيد ثاني حاكم لدولة حائل.

## مواليد
- أبو الهدى الصيادي
- الشيخ محمد أحمد بن الرباني
- المهدي الوزاني
- إلياس القدسي
- جواد مرتضى
- جولد تسيهر
- حسن بن حسين بن علي آل الشيخ
- حسن حسني الطويراني
- حمزة فتح الله
- خسروي الكرمانشاهي
- شاكر شقير
- شريف الموصلي
- شمس الدين سامي فراشري
- عبد الرحمن الحوت
- فتح الله الإصفهاني
- فرانتس بوهل
- محمد سعيد الحبوبي
- محمد شيت الجومرد
- محمد عبده

## وفيات
- حسن كوهر الحائري
- إبراهيم الرياحي
- عبد الله أحمد باسودان